# 布赖恩·鲁伊斯
布赖恩·鲁伊斯（西班牙語：Bryan Ruiz，1985年8月18日—）是一名已退役哥斯达黎加足球运动员，司职翼锋 。他也是哥斯达黎加国家足球队的成员。

## 俱乐部生涯

### 早期生涯
2003年，18岁的鲁伊斯在哥斯达黎加足球甲级联赛球队阿拉胡埃伦斯开始职业足球生涯。2006年夏季，鲁伊斯转会加盟比利时足球甲级联赛球队根特。2007/08赛季，他是根特队的队长和球队最佳射手。

### 特温特

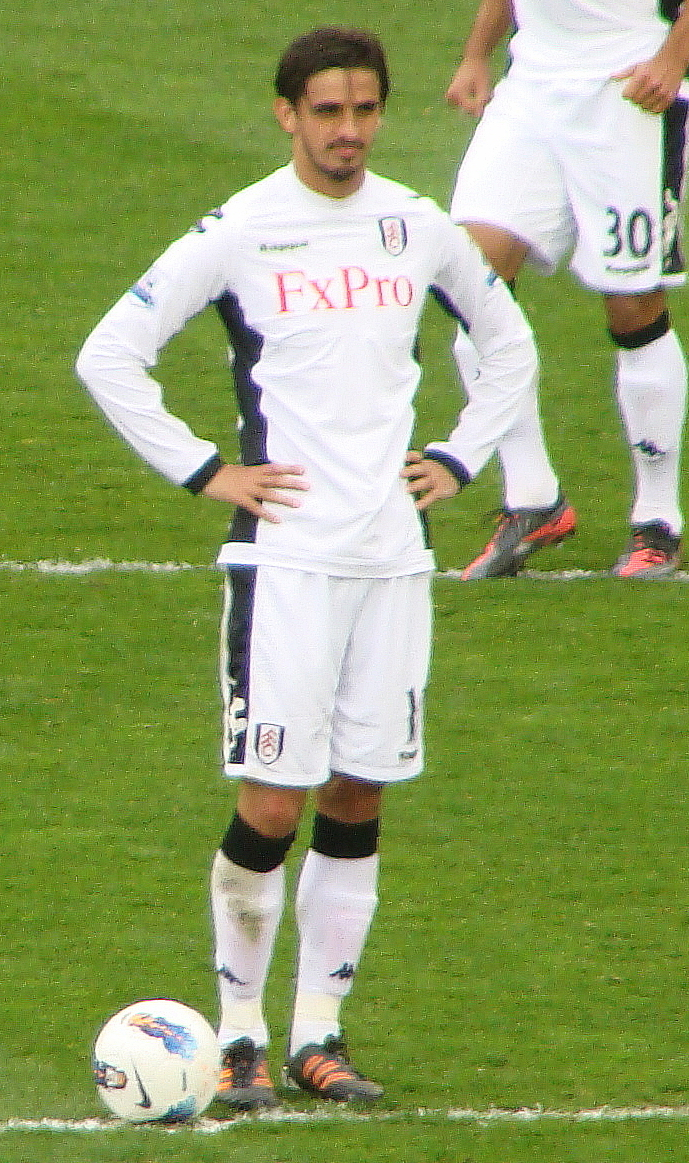

2009年7月15日，荷兰足球甲级联赛球队特温特以500万欧元的身价买入鲁伊斯。鲁伊斯和特温特签约四年。8月1日，鲁伊斯在2009/10赛季荷甲联赛首轮特温特客场2比0击败鹿特丹斯巴达的比赛中第一次在荷甲亮相，并在这场比赛中打进球队第二个进球。鲁伊斯在这个赛季中打进24个联赛进球，位居射手榜第二位，仅次于打进35个进球的，他的精彩表现帮助特温特历史上首次获得荷兰甲级联赛的冠军。在2010/11赛季，他又在联赛中取得10个进球。

### 富勒姆
在2011年的夏季转会窗，鲁伊斯的名字和多支英超球队联系起来，其中包括位于北伦敦的阿森纳和托特纳姆热刺。但最终他却加盟另一支位于伦敦的英超球队富勒姆。8月31日，在转会窗口关闭的最后时刻，富勒姆宣布以1060万英镑的身价签入鲁伊斯，合約期四年。

## 国家队生涯
2005年，鲁伊斯第一次入选哥斯达黎加国家足球队，并在2006年世界盃外圍賽有出场。但他并没有入选哥斯达黎加队征战2006年世界盃的大名单。更幫助哥斯達黎加國家足球隊在2014年世界盃中打進八強賽。